# نیهات آلتین‌کایا
نیهات آلتین‌کایا (انگلیسی: Nihat Altınkaya؛ زادهٔ ۲۸ سپتامبر ۱۹۷۹) بازیگر، مدل (شخص)، و بازیکن والیبال اهل ترکیه است. وی از سال ۲۰۰۶ میلادی تاکنون مشغول فعالیت بوده‌است.
از فیلم‌ها یا برنامه‌های تلویزیونی که وی در آن نقش داشته‌است می‌توان به تشکیلات اشاره کرد.